# Avia B-35
Die Avia B-35 war ein tschechoslowakisches Jagdflugzeug aus der zweiten Hälfte der 1930er Jahre. Insgesamt existierten von ihr drei Exemplare.

## Geschichte
Die Entwicklungsarbeiten zu diesem einmotorigen Tiefdecker begannen formal am 22. Mai 1936 mit der vom tschechoslowakischen Verteidigungsministerium aufgegebenen Bestellung über 2 Prototypen (č.j.8329-II./36). Die Gesamtleitung des Projekts übernahm der Avia-Chefkonstrukteur Ing. František Novotný. Im darauffolgenden Jahr war die Attrappe fertig und wurde auf der Prager Luftfahrtausstellung der Öffentlichkeit präsentiert.
Als Antrieb erhielt das Modell mangels Verfügbarkeit des ursprünglich vorgesehenen Hispano-Suiza 12Ycrs einen bei Avia in Lizenz gefertigten Hispano-Suiza 12Ydrs. Am 28. September 1938 begann die Flugerprobung des ersten Prototyps B-35.1, die jedoch am 22. November 1938 durch den Absturz der Maschine bei Hloubětín unterbrochen wurde. Der Pilot, čet. Arnošt Kavalec, fand dabei den Tod. Der zweite Prototyp B-35.2 erhielt daraufhin verkleinerte Querruder und einen geringfügig veränderten Rumpf. Am 30. Dezember 1938 begannen die Tests. Beide Exemplare waren mit einem festen, verkleideten Hauptfahrwerk versehen, da das Einziehfahrwerk noch nicht serienreif war. Nachdem die deutsche Wehrmacht in die ČSR einmarschiert war, wurden die Entwicklungsarbeiten fortgesetzt und es entstand der dritte Prototyp B-35.3, der im Gegensatz zu seinen Vorgängern ein Messier-Einziehfahrwerk sowie die für die Serie vorgesehene Bewaffnung erhielt, die aus einer 20-mm-Oerlikon-Kanone und zwei 7,92-mm-MGs ČZ vz. 30 bestand. Der Erstflug erfolgte am 20. Juni 1939.
Eine Serienproduktion der B-35 erfolgte nicht, jedoch entstand aus der B-35.3 deren Weiterentwicklung Avia B-135, die in einer kleinen Zahl gebaut und nach Bulgarien exportiert wurde.

## Technische Beschreibung
Die Avia B-35 war ein freitragender Tiefdecker in gemischter Holz-Metallbauweise. Der Rumpf war eine geschweißte Stahlrohrkonstruktion und im Bereich des Cockpits und des Triebwerks mit Aluminium beplankt, der Rest war mit Stoff bespannt. Der Tragflügel besaß einen elliptischen Holzrahmen mit Aluminiumverkleidung. Die Ruder erhielten Stoffbespannung. Das Hauptfahrwerk war entweder fest und mit einer stromlinienförmigen Verkleidung versehen oder seitlich nach außen in die Tragflächen einziehbar. Das Heckrad war bei allen Maschinen fest.

## Technische Daten

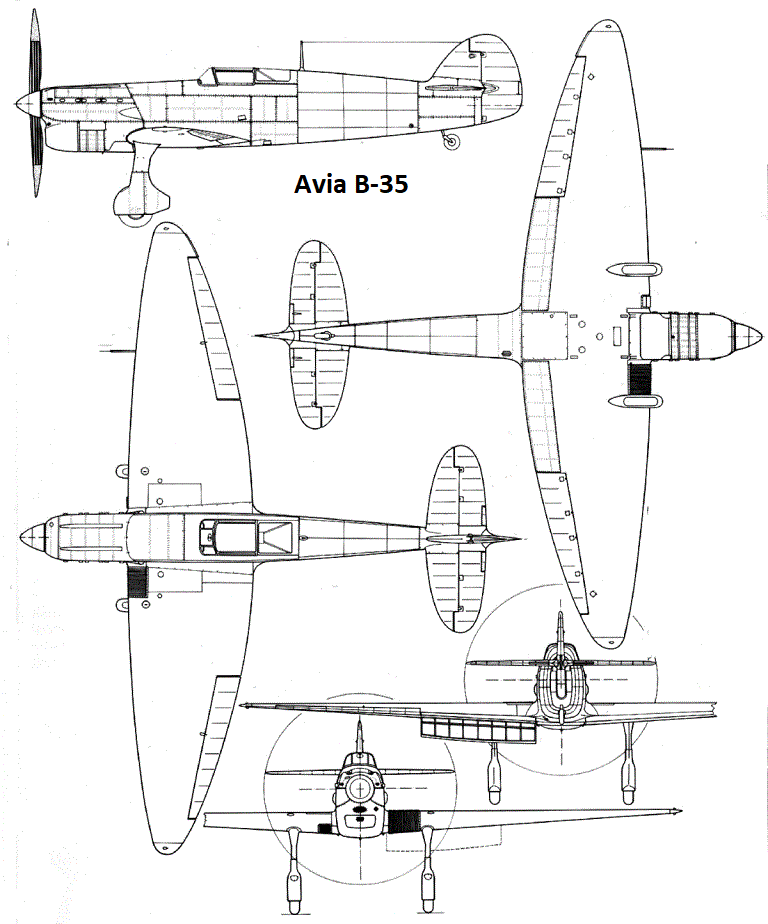
Mehrseitige Ansicht der B-35

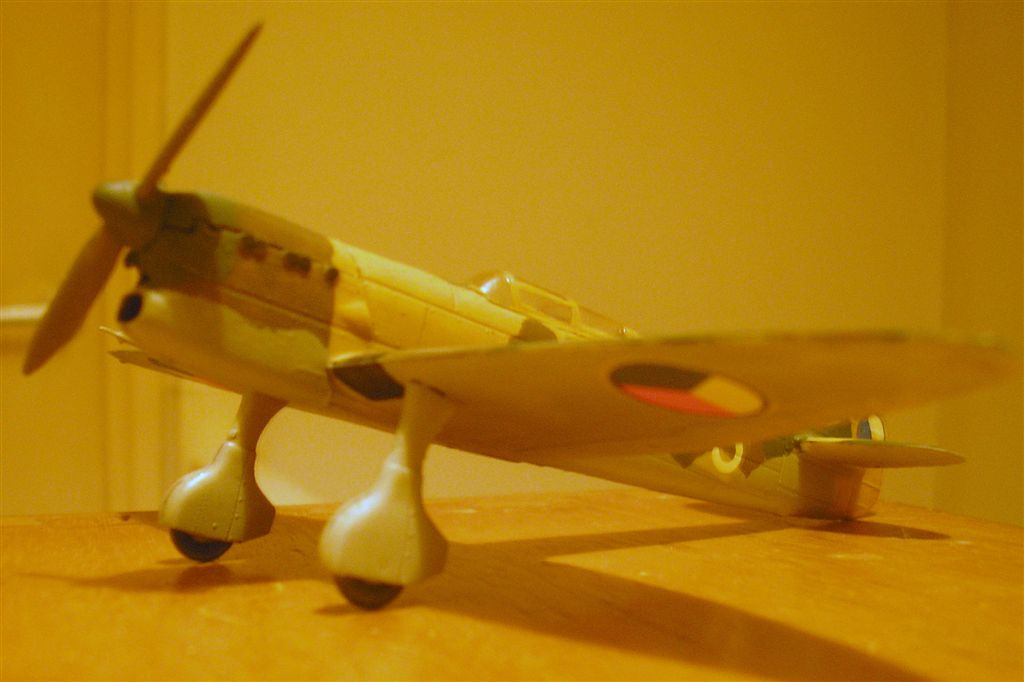
Modell der Avia B-35

| Kenngröße             | Daten (Avia B-35.1)                                |
| --------------------- | -------------------------------------------------- |
| Hersteller            | Avia Akciová Společnost Pro Průmysl Letecký        |
| Baujahre              | 1938–39                                            |
| Besatzung             | 1                                                  |
| Länge                 | 8,50 m                                             |
| Spannweite            | 10,25 m                                            |
| Höhe                  | 2,60 m                                             |
| Flügelfläche          | 17,23 m²                                           |
| Flügelstreckung       | 6,1                                                |
| Leermasse             | 1690 kg                                            |
| max. Startmasse       | 2200 kg                                            |
| Antrieb               | ein V-12 Avia HS 12 Ydrs (Lizenzbau Hispano-Suiza) |
| Leistung              | 632,5 kW (860 PS)                                  |
| Höchstgeschwindigkeit | 495 km/h                                           |
| Reisegeschwindigkeit  | 435 km/h                                           |
| Steigleistung         | 13 m/s                                             |
| Dienstgipfelhöhe      | 8500 m                                             |
| Reichweite            | maximal 500 km                                     |